# Dixella techana
Dixella techana är en tvåvingeart som beskrevs av Peters och Cook 1966. Dixella techana ingår i släktet Dixella och familjen u-myggor.
Artens utbredningsområde är Arizona. Inga underarter finns listade i Catalogue of Life.